# Equitazione ai Giochi della XXVIII Olimpiade - Salto ostacoli individuale
Il concorso di salto individuale si svolse dal 22 al 27 agosto e vide la partecipazione di 77 cavallerizzi.

## Risultati
Il punteggio finale è dato dalla somma delle penalità nelle varie competizioni.

### 1º turno
Sono state calcolate penalità di tempo e per i salti: nel 1º turno 10 atleti non ebbero nessuna penalità, mentre i due eliminati ricevettero un punteggio di 20 punti più alti dell'ultimo e continuarono a gareggiare.
|    | Atleta (Cavallo)                      | Nazione        | Salto | Tempo | Totale |
| -- | ------------------------------------- | -------------- | ----- | ----- | ------ |
| 1  | Peter Wylde (Fein Cera)               | Stati Uniti    | 0     | 0     | 0      |
| 1  | Juan Carlos García (Albin III)        | Italia         | 0     | 0     | 0      |
| 1  | Thomas Velin (Carnute)                | Danimarca      | 0     | 0     | 0      |
| 1  | Malin Baryard (Butterfly Flip)        | Svezia         | 0     | 0     | 0      |
| 1  | Antōnīs Petrīs (Gredo la Daviere)     | Grecia         | 0     | 0     | 0      |
| 1  | Peder Fredricson (Magic Bengtsson)    | Svezia         | 0     | 0     | 0      |
| 1  | Grant Cashmore (Franklins Flyte)      | Nuova Zelanda  | 0     | 0     | 0      |
| 1  | Ludo Philippaerts (Parco)             | Belgio         | 0     | 0     | 0      |
| 1  | Beezie Madden (Authentic)             | Stati Uniti    | 0     | 0     | 0      |
| 1  | Wim Schröder (Montreal)               | Paesi Bassi    | 0     | 0     | 0      |
| 11 | Ludger Beerbaum (Goldfever)           | Germania       | 0     | 1     | 1      |
| 11 | Otto Becker (Cento)                   | Germania       | 0     | 1     | 1      |
| 11 | Cian O'Connor (Waterford Crystal)     | Irlanda        | 0     | 1     | 1      |
| 11 | McLain Ward (Sapphire)                | Stati Uniti    | 0     | 1     | 1      |
| 11 | Bernardo Alves (Canturo)              | Brasile        | 0     | 1     | 1      |
| 11 | Nick Skelton (Arko III)               | Gran Bretagna  | 0     | 1     | 1      |
| 17 | Kevin Babington (Carling King)        | Irlanda        | 0     | 2     | 2      |
| 18 | Yuka Watanabe (Nike)                  | Giappone       | 0     | 3     | 3      |
| 19 | Christian Ahlmann (Coster)            | Germania       | 4     | 0     | 4      |
| 19 | Chris Kappler (Royal Kaliber)         | Stati Uniti    | 4     | 0     | 4      |
| 19 | Jos Lansink (Cumano)                  | Belgio         | 4     | 0     | 4      |
| 19 | Leopold van Asten (Fleche Rouge)      | Paesi Bassi    | 4     | 0     | 4      |
| 19 | Rolf-Göran Bengtsson (Mac Kinley)     | Svezia         | 4     | 0     | 4      |
| 19 | Robert Smith (Mr Springfield)         | Gran Bretagna  | 4     | 0     | 4      |
| 19 | Bruno Broucqsault (Dileme de Cephe)   | Francia        | 4     | 0     | 4      |
| 19 | Markus Fuchs (Tinka's Boy)            | Svizzera       | 4     | 0     | 4      |
| 19 | Stanny van Paesschen (O de Pomme)     | Belgio         | 4     | 0     | 4      |
| 19 | Florian Angot (First de Launay)       | Francia        | 4     | 0     | 4      |
| 19 | Jessica Kuerten (Castle Forbes Maike) | Irlanda        | 4     | 0     | 4      |
| 19 | Gert-Jan Bruggink (Joel)              | Paesi Bassi    | 4     | 0     | 4      |
| 31 | Éric Navet (Dollar du Murier)         | Francia        | 4     | 1     | 5      |
| 31 | Gerco Schröder (Monaco)               | Paesi Bassi    | 4     | 1     | 5      |
| 31 | Peter Eriksson (Cardento)             | Svezia         | 4     | 1     | 5      |
| 31 | Fabio Crotta (Mme Pompadour M)        | Svizzera       | 4     | 1     | 5      |
| 31 | Bruno Chimirri (Landknecht)           | Italia         | 4     | 1     | 5      |
| 31 | Rodrigo Pessoa (Baloubet du Rouet)    | Brasile        | 4     | 1     | 5      |
| 31 | Federico Sztyrle (Who Knows Lilly)    | Argentina      | 4     | 1     | 5      |
| 31 | Danaī Tsatsou (Roble Z)               | Grecia         | 4     | 1     | 5      |
| 31 | Luciana Diniz-Knippling (Mariachi)    | Brasile        | 4     | 1     | 5      |
| 31 | Rosen Rajčev (Medoc II)               | Bulgaria       | 4     | 1     | 5      |
| 31 | Sonn Bong-gak (Cim Christo)           | Corea del Sud  | 4     | 1     | 5      |
| 42 | Hwang Soon-won (C.Chap)               | Corea del Sud  | 4     | 2     | 6      |
| 42 | Marion Hughes (Fortunus)              | Irlanda        | 4     | 2     | 6      |
| 42 | Eugénie Angot (Cigale du Taillis)     | Francia        | 4     | 2     | 6      |
| 42 | Woo Jung-ho (Seven Up)                | Corea del Sud  | 4     | 2     | 6      |
| 42 | Steve Guerdat (Olympic)               | Svizzera       | 4     | 2     | 6      |
| 47 | Gerardo Tazzer (Chanel)               | Messico        | 4     | 4     | 8      |
| 47 | Álvaro de Miranda Neto (Countdown 23) | Brasile        | 8     | 0     | 8      |
| 47 | Vincenzo Chimirri (Delfi Platiere)    | Italia         | 8     | 0     | 8      |
| 47 | Martín Dopazo (Furka du Village)      | Argentina      | 8     | 0     | 8      |
| 47 | Tadayoshi Hayashi (Swanky)            | Giappone       | 8     | 0     | 8      |
| 47 | Grzegorz Kubiak (Djane des Fontenis)  | Polonia        | 8     | 0     | 8      |
| 47 | Marco Kutscher (Montender)            | Germania       | 8     | 0     | 8      |
| 54 | Federico Fernández (Behomio 8)        | Messico        | 8     | 1     | 9      |
| 54 | Ramzy Al Duhami (Fall Khaeer)         | Arabia Saudita | 8     | 1     | 9      |
| 54 | Lucas Werthein (Warren)               | Argentina      | 8     | 1     | 9      |
| 54 | Christina Liebherr (No Mercy)         | Svizzera       | 8     | 1     | 9      |
| 58 | André Salah Sakakini (Casper)         | Egitto         | 8     | 2     | 10     |
| 59 | Ian Millar (Promise Me)               | Canada         | 8     | 3     | 11     |
| 60 | Kamal Bahamdan (Casita)               | Arabia Saudita | 12    | 0     | 12     |
| 60 | Taizō Sugitani (Lamalushi)            | Giappone       | 12    | 0     | 12     |
| 60 | Dirk Demeersman (Clinton)             | Belgio         | 12    | 0     | 12     |
| 63 | Daniel Meech (Diagonal)               | Nuova Zelanda  | 12    | 1     | 13     |
| 63 | Ibrahim Bisharat (Qwinto)             | Giordania      | 12    | 1     | 13     |
| 63 | Hannah Mytilinaiou (Santana)          | Grecia         | 12    | 1     | 13     |
| 66 | Joo Jung-hyun (Epsom Gesmeray)        | Corea del Sud  | 12    | 2     | 14     |
| 66 | Ryūichi Obata (Oliver Q)              | Giappone       | 12    | 2     | 14     |
| 68 | Vladimir Tuganov (Leroy Brown)        | Russia         | 12    | 3     | 15     |
| 69 | Marcela Lobo (Joskin)                 | Messico        | 12    | 4     | 16     |
| 69 | Guy Thomas (Madison)                  | Nuova Zelanda  | 16    | 0     | 16     |
| 71 | Roberto Arioldi (Dime de la Cour)     | Italia         | 16    | 1     | 17     |
| 72 | Gustavo Ramos Hernández (Minotauro)   | Messico        | 16    | 3     | 19     |
| 73 | Mark Watring (Sapphire)               | Porto Rico     | 24    | 1     | 25     |
| 74 | Bruce Goodin (Braveheart)             | Nuova Zelanda  | 24    | 4     | 28     |
| 75 | Tim Amitrano (Mr Innocent)            | Australia      | 36    | 2     | 38     |
| 76 | Emmanouela Athanasiadī (Rimini Z)     | Grecia         | X     | X     | 58     |
| 76 | Gregorio Werthein (Calwaro El)        | Argentina      | X     | X     | 58     |

### 2º turno
Il 2º turno di salto valse anche come primo turno per la competizione a squadre.
|    | Atleta (Cavallo)                      | Nazione        | Salto | Tempo | Punteggio | 1º turno | Totale |
| -- | ------------------------------------- | -------------- | ----- | ----- | --------- | -------- | ------ |
| 1  | Beezie Madden (Authentic)             | Stati Uniti    | 0     | 0     | 0         | 0        | 0      |
| 2  | Juan Carlos García (Albin III)        | Italia         | 0     | 1     | 1         | 0        | 1      |
| 2  | Ludger Beerbaum (Goldfever)           | Germania       | 0     | 0     | 0         | 1        | 1      |
| 4  | Kevin Babington (Carling King)        | Irlanda        | 0     | 1     | 1         | 2        | 3      |
| 5  | Wim Schröder (Montreal)               | Paesi Bassi    | 4     | 0     | 4         | 0        | 4      |
| 5  | Antōnīs Petrīs (Gredo la Daviere)     | Grecia         | 4     | 0     | 4         | 0        | 4      |
| 5  | Ludo Philippaerts (Parco)             | Belgio         | 4     | 0     | 4         | 0        | 4      |
| 5  | Gert-Jan Bruggink (Joel)              | Paesi Bassi    | 0     | 0     | 0         | 4        | 4      |
| 5  | Chris Kappler (Royal Kaliber)         | Stati Uniti    | 0     | 0     | 0         | 4        | 4      |
| 5  | Rolf-Göran Bengtsson (Mac Kinley)     | Svezia         | 0     | 0     | 0         | 4        | 4      |
| 5  | Thomas Velin (Carnute)                | Danimarca      | 4     | 0     | 4         | 0        | 4      |
| 12 | Rodrigo Pessoa (Baloubet du Rouet)    | Brasile        | 0     | 0     | 0         | 5        | 5      |
| 13 | Nick Skelton (Arko III)               | Gran Bretagna  | 4     | 1     | 5         | 1        | 6      |
| 13 | Yuka Watanabe (Nike)                  | Giappone       | 0     | 3     | 3         | 3        | 6      |
| 13 | Otto Becker (Cento)                   | Germania       | 4     | 1     | 5         | 1        | 6      |
| 16 | Florian Angot (First de Launay)       | Francia        | 4     | 0     | 4         | 4        | 8      |
| 16 | Christian Ahlmann (Coster)            | Germania       | 4     | 0     | 4         | 4        | 8      |
| 16 | Peder Fredricson (Magic Bengtsson)    | Svezia         | 8     | 0     | 8         | 0        | 8      |
| 16 | Leopold van Asten (Fleche Rouge)      | Paesi Bassi    | 4     | 0     | 4         | 4        | 8      |
| 16 | Marco Kutscher (Montender)            | Germania       | 0     | 0     | 0         | 8        | 8      |
| 16 | Malin Baryard (Butterfly Flip)        | Svezia         | 8     | 0     | 8         | 0        | 8      |
| 16 | Markus Fuchs (Tinka's Boy)            | Svizzera       | 4     | 0     | 4         | 4        | 8      |
| 23 | Peter Eriksson (Cardento)             | Svezia         | 4     | 0     | 4         | 5        | 9      |
| 23 | Bernardo Alves (Canturo)              | Brasile        | 8     | 0     | 8         | 1        | 9      |
| 23 | Christina Liebherr (No Mercy)         | Svizzera       | 0     | 0     | 0         | 9        | 9      |
| 23 | McLain Ward (Sapphire)                | Stati Uniti    | 8     | 0     | 8         | 1        | 9      |
| 27 | Eugénie Angot (Cigale du Taillis)     | Francia        | 4     | 0     | 4         | 6        | 10     |
| 28 | Peter Wylde (Fein Cera)               | Stati Uniti    | 12    | 0     | 12        | 0        | 12     |
| 28 | Grant Cashmore (Franklins Flyte)      | Nuova Zelanda  | 12    | 0     | 12        | 0        | 12     |
| 28 | Dirk Demeersman (Clinton)             | Belgio         | 0     | 0     | 0         | 12       | 12     |
| 28 | Robert Smith (Mr Springfield)         | Gran Bretagna  | 8     | 0     | 8         | 4        | 12     |
| 28 | Stanny van Paesschen (O de Pomme)     | Belgio         | 8     | 0     | 8         | 4        | 12     |
| 33 | Cian O'Connor (Waterford Crystal)     | Irlanda        | 12    | 0     | 12        | 1        | 13     |
| 33 | Fabio Crotta (Mme Pompadour M)        | Svizzera       | 8     | 0     | 8         | 5        | 13     |
| 33 | Jessica Kuerten (Castle Forbes Maike) | Irlanda        | 8     | 1     | 9         | 4        | 13     |
| 33 | Gerco Schröder (Monaco)               | Paesi Bassi    | 8     | 0     | 8         | 5        | 13     |
| 33 | Bruno Chimirri (Landknecht)           | Italia         | 8     | 0     | 8         | 5        | 13     |
| 38 | Woo Jung-ho (Seven Up)                | Corea del Sud  | 8     | 0     | 8         | 6        | 14     |
| 39 | Hwang Soon-won (C.Chap)               | Corea del Sud  | 8     | 1     | 9         | 6        | 15     |
| 40 | Martín Dopazo (Furka du Village)      | Argentina      | 8     | 0     | 8         | 8        | 16     |
| 40 | Álvaro de Miranda Neto (Countdown)    | Brasile        | 8     | 0     | 8         | 8        | 16     |
| 42 | Rosen Rajčev (Medoc II)               | Bulgaria       | 12    | 0     | 12        | 5        | 17     |
| 42 | Jos Lansink (Cumano)                  | Belgio         | 12    | 1     | 13        | 4        | 17     |
| 44 | Luciana Diniz-Knippling (Mariachi)    | Brasile        | 12    | 1     | 13        | 5        | 18     |
| 45 | Daniel Meech (Diagonal)               | Nuova Zelanda  | 4     | 2     | 6         | 13       | 19     |
| 46 | Vincenzo Chimirri (Delfi Platiere)    | Italia         | 12    | 0     | 12        | 8        | 20     |
| 46 | Grzegorz Kubiak (Djane des Fontenis)  | Polonia        | 12    | 0     | 12        | 8        | 20     |
| 48 | Federico Fernández (Bohemio)          | Messico        | 12    | 0     | 12        | 9        | 21     |
| 48 | Ian Millar (Promise Me)               | Canada         | 8     | 2     | 10        | 11       | 21     |
| 48 | Éric Navet (Dollar du Murier)         | Francia        | 16    | 0     | 16        | 5        | 21     |
| 51 | Ibrahim Bisharat (Qwinto)             | Giordania      | 8     | 1     | 9         | 13       | 22     |
| 52 | Vladimir Tuganov (Leroy Brown)        | Russia         | 8     | 0     | 8         | 15       | 23     |
| 53 | Kamal Bahamdan (Casita)               | Arabia Saudita | 12    | 0     | 12        | 12       | 24     |
| 54 | Tadayoshi Hayashi (Swanky)            | Giappone       | 16    | 1     | 17        | 8        | 25     |
| 55 | Steve Guerdat (Olympic)               | Svizzera       | 20    | 0     | 20        | 6        | 26     |
| 55 | Son Bong-gak (Christo)                | Corea del Sud  | 16    | 5     | 21        | 5        | 26     |
| 55 | Ramzy Al Duhami (Fall Khaeer)         | Arabia Saudita | 16    | 1     | 17        | 9        | 26     |
| 55 | André Salah Sakakini (Casper)         | Egitto         | 16    | 0     | 16        | 10       | 26     |
| 59 | Roberto Arioldi (Dime de la Cour)     | Italia         | 8     | 2     | 10        | 17       | 27     |
| 59 | Joo Jung-hyun (Epsom Gesmeray)        | Corea del Sud  | 12    | 1     | 13        | 14       | 27     |
| 61 | Taizō Sugitani (Lamalushi)            | Giappone       | 16    | 0     | 16        | 12       | 28     |
| 62 | Guy Thomas (Madison)                  | Nuova Zelanda  | 12    | 1     | 13        | 16       | 29     |
| 63 | Hannah Mytilinaiou (Santana)          | Grecia         | 24    | 2     | 26        | 13       | 39     |
| 64 | Marcela Lobo (Joskin)                 | Messico        | 20    | 5     | 25        | 16       | 41     |
| 65 | Danaī Tsatsou (Roble Z)               | Grecia         | 32    | 7     | 39        | 5        | 44     |
| 66 | Gustavo Ramos Hernández (Minotauro)   | Messico        | 32    | 1     | 33        | 19       | 52     |
| 67 | Bruce Goodin (Braveheart)             | Nuova Zelanda  | 28    | 0     | 28        | 28       | 56     |
| 68 | Mark Watring (Sapphire)               | Porto Rico     | 36    | 3     | 39        | 25       | 64     |
| 69 | Gregorio Werthein (Calwaro)           | Argentina      | 12    | 2     | 14        | 58       | 72     |
| 70 | Emmanouela Athanasiadī (Rimini Z)     | Grecia         | 8     | 9     | 17        | 58       | 75     |
| 71 | Tim Amitrano (Mr Innocent)            | Australia      | 44    | 4     | 48        | 38       | 86     |
| -  | Bruno Broucqsault (Dileme de Cephe)   | Francia        | -     | -     | r         | 4        | -      |
| -  | Federico Sztyrle (Who Knows Lilly)    | Argentina      | -     | -     | r         | 5        | -      |
| -  | Marion Hughes (Fortunus)              | Irlanda        | -     | -     | r         | 6        | -      |
| -  | Gerardo Tazzer (Chanel)               | Messico        | -     | -     | El.       | 8        | -      |
| -  | Lucas Werthein (Warren)               | Argentina      | -     | -     | El.       | 9        | -      |
| -  | Ryūichi Obata (Oliver)                | Giappone       | -     | -     | El.       | 14       | -      |

### 3º turno
Il 3º turno di salto valse anche come secondo turno per la competizione a squadre. Si qualificarono per la finale i primi 46 atleti, per un massimo di tre per nazione.
|    | Atleta (Cavallo)                      | Nazione        | Salto | Tempo | Punteggio | 1º+2º turno | Totale |
| -- | ------------------------------------- | -------------- | ----- | ----- | --------- | ----------- | ------ |
| 1  | Beezie Madden (Authentic)             | Stati Uniti    | 0     | 0     | 0         | 0           | 0      |
| 2  | Ludger Beerbaum (Goldfever)           | Germania       | 0     | 0     | 0         | 1           | 1      |
| 3  | Rolf-Göran Bengtsson (Mac Kinley)     | Svezia         | 0     | 0     | 0         | 4           | 4      |
| 4  | Nick Skelton (Arko III)               | Gran Bretagna  | 0     | 0     | 0         | 6           | 6      |
| 5  | Marco Kutscher (Montender)            | Germania       | 0     | 0     | 0         | 8           | 8      |
| 5  | Gert-Jan Bruggink (Joel)              | Paesi Bassi    | 4     | 0     | 4         | 4           | 8      |
| 5  | Chris Kappler (Royal Kaliber)         | Stati Uniti    | 4     | 0     | 4         | 4           | 8      |
| 5  | Kevin Babington (Carling King)        | Irlanda        | 4     | 1     | 5         | 3           | 8      |
| 9  | Juan Carlos García (Albin III)        | Italia         | 8     | 0     | 8         | 1           | 9      |
| 10 | Thomas Velin (Carnute)                | Danimarca      | 4     | 2     | 6         | 4           | 10     |
| 5  | Otto Becker (Cento)                   | Germania       | 4     | 0     | 4         | 6           | 10     |
| 12 | Eugénie Angot (Cigale du Taillis)     | Francia        | 0     | 1     | 1         | 10          | 11     |
| 13 | Antōnīs Petrīs (Gredo la Daviere)     | Grecia         | 8     | 0     | 8         | 4           | 12     |
| 13 | Wim Schröder (Montreal)               | Paesi Bassi    | 8     | 0     | 8         | 4           | 12     |
| 13 | Peder Fredricson (Magic Bengtsson)    | Svezia         | 4     | 0     | 4         | 8           | 12     |
| 13 | Malin Baryard (Butterfly Flip)        | Svezia         | 4     | 0     | 4         | 8           | 12     |
| 17 | Jessica Kuerten (Castle Forbes Maike) | Irlanda        | 0     | 0     | 0         | 13          | 13     |
| 18 | Rodrigo Pessoa (Baloubet du Rouet)    | Brasile        | 8     | 1     | 9         | 5           | 14     |
| 19 | Christian Ahlmann (Coster)            | Germania       | 8     | 0     | 8         | 8           | 16     |
| 19 | Leopold van Asten (Fleche Rouge)      | Paesi Bassi    | 8     | 0     | 8         | 8           | 16     |
| 21 | Florian Angot (First de Launay)       | Francia        | 8     | 1     | 9         | 8           | 17     |
| 21 | Christina Liebherr (No Mercy)         | Svizzera       | 8     | 0     | 8         | 9           | 17     |
| 21 | McLain Ward (Sapphire)                | Stati Uniti    | 8     | 0     | 8         | 9           | 17     |
| 21 | Fabio Crotta (Mme Pompadour M)        | Svizzera       | 4     | 0     | 4         | 13          | 17     |
| 21 | Jos Lansink (Cumano)                  | Belgio         | 0     | 0     | 0         | 17          | 17     |
| 21 | Gerco Schröder (Monaco)               | Paesi Bassi    | 4     | 0     | 4         | 13          | 17     |
| 27 | Bruno Chimirri (Landknecht)           | Italia         | 4     | 1     | 5         | 13          | 18     |
| 28 | Peter Eriksson (Cardento)             | Svezia         | 8     | 2     | 10        | 9           | 19     |
| 29 | Daniel Meech (Diagonal)               | Nuova Zelanda  | 0     | 1     | 1         | 19          | 20     |
| 29 | Ludo Philippaerts (Parco)             | Belgio         | 16    | 0     | 16        | 4           | 20     |
| 29 | Dirk Demeersman (Clinton)             | Belgio         | 8     | 0     | 8         | 12          | 20     |
| 29 | Stanny van Paesschen (O de Pomme)     | Belgio         | 8     | 0     | 8         | 12          | 20     |
| 33 | Robert Smith (Mr Springfield)         | Gran Bretagna  | 8     | 1     | 9         | 12          | 21     |
| 33 | Hwang Soon-won (C.Chap)               | Corea del Sud  | 4     | 2     | 6         | 15          | 21     |
| 33 | Markus Fuchs (Tinka's Boy)            | Svizzera       | 12    | 1     | 13        | 8           | 21     |
| 36 | Cian O'Connor (Waterford Crystal)     | Irlanda        | 8     | 1     | 9         | 13          | 22     |
| 37 | Martín Dopazo (Furka du Village)      | Argentina      | 8     | 0     | 8         | 16          | 24     |
| 37 | Yuka Watanabe (Nike)                  | Giappone       | 16    | 2     | 18        | 6           | 24     |
| 37 | Peter Wylde (Fein Cera)               | Stati Uniti    | 12    | 0     | 12        | 12          | 24     |
| 40 | Rosen Rajčev (Medoc II)               | Bulgaria       | 8     | 0     | 8         | 17          | 25     |
| 41 | Steve Guerdat (Olympic)               | Svizzera       | 0     | 2     | 2         | 26          | 28     |
| 41 | Álvaro de Miranda Neto (Countdown)    | Brasile        | 12    | 0     | 12        | 16          | 28     |
| 43 | Woo Jung-ho (Seven Up)                | Corea del Sud  | 16    | 0     | 16        | 14          | 30     |
| 44 | Ian Millar (Promise Me)               | Canada         | 8     | 2     | 10        | 21          | 31     |
| 44 | Son Bong-gak (Cim Christo)            | Corea del Sud  | 4     | 1     | 5         | 26          | 31     |
| 46 | Vladimir Tuganov (Leroy Brown)        | Russia         | 8     | 1     | 9         | 23          | 32     |
| 46 | Vincenzo Chimirri (Delfi Platiere)    | Italia         | 12    | 0     | 12        | 20          | 32     |
| 48 | Grant Cashmore (Franklins Flyte)      | Nuova Zelanda  | 20    | 1     | 21        | 12          | 33     |
| 49 | Luciana Diniz-Knippling (Mariachi)    | Brasile        | 16    | 0     | 16        | 18          | 34     |
| 50 | Kamal Bahamdan (Casita)               | Arabia Saudita | 12    | 0     | 12        | 24          | 36     |
| 51 | Taizō Sugitani (Lamalushi)            | Giappone       | 8     | 1     | 9         | 28          | 37     |
| 51 | Grzegorz Kubiak (Djane des Fontenis)  | Polonia        | 16    | 1     | 17        | 20          | 37     |
| 51 | Joo Jung-hyun (Epsom Gesmeray)        | Corea del Sud  | 8     | 2     | 10        | 27          | 37     |
| 54 | Federico Fernández (Bohemio)          | Messico        | 16    | 1     | 17        | 21          | 38     |
| 55 | Ibrahim Bisharat (Qwinto)             | Giordania      | 20    | 0     | 20        | 22          | 42     |
| 56 | Roberto Arioldi (Dime de la Cour)     | Italia         | 20    | 1     | 21        | 27          | 46     |
| 55 | Ramzy Al Duhami (Fall Khaeer)         | Arabia Saudita | 28    | 0     | 28        | 26          | 54     |
| 55 | Marcela Lobo (Joskin)                 | Messico        | 16    | 1     | 17        | 41          | 58     |
| 58 | Guy Thomas (Madison)                  | Nuova Zelanda  | 28    | 1     | 29        | 29          | 58     |
| 50 | Hannah Mytilinaiou (Santana)          | Grecia         | 20    | 6     | 26        | 39          | 65     |
| -  | Bernardo Alves (Canturo)              | Brasile        | -     | -     | El.       | 9           | -      |
| -  | Éric Navet (Dollar du Murier)         | Francia        | -     | -     | El.       | 21          | -      |
| -  | Tadayoshi Hayashi (Swanky)            | Giappone       | -     | -     | r         | 25          | -      |
| -  | André Salah Sakakini (Casper)         | Egitto         | -     | -     | r         | 26          | -      |
| -  | Danaī Tsatsou (Roble Z)               | Grecia         | -     | -     | El.       | 44          | -      |
| -  | Gustavo Ramos Hernández (Minotauro)   | Messico        | -     | -     | El.       | 52          | -      |
| -  | Bruce Goodin (Braveheart)             | Nuova Zelanda  | -     | -     | El.       | 56          | -      |
| -  | Mark Watring (Sapphire)               | Porto Rico     | -     | -     | El.       | 64          | -      |
| -  | Gregorio Werthein (Calwaro)           | Argentina      | -     | -     | El.       | 72          | -      |
| -  | Emmanouela Athanasiadī (Rimini Z)     | Grecia         | -     | -     | El.       | 75          | -      |
| -  | Tim Amitrano (Mr Innocent)            | Australia      | -     | -     | El.       | 86          | -      |
| -  | Bruno Broucqsault (Dileme de Cephe)   | Francia        | -     | -     | -         | r           | -      |
| -  | Federico Sztyrle (Who Knows Lilly)    | Argentina      | -     | -     | -         | r           | -      |
| -  | Marion Hughes (Fortunus)              | Irlanda        | -     | -     | -         | r           | -      |
| -  | Gerardo Tazzer (Chanel)               | Messico        | -     | -     | -         | r           | -      |
| -  | Lucas Werthein (Warren)               | Argentina      | -     | -     | -         | r           | -      |
| -  | Ryūichi Obata (Oliver)                | Giappone       | -     | -     | -         | r           | -      |

### Finale – Round A
I punteggi delle qualificazioni furono azzerati.
|    | Atleta (Cavallo)                      | Nazione        | Salto | Tempo | Totale |
| -- | ------------------------------------- | -------------- | ----- | ----- | ------ |
| 1  | Jessica Kuerten (Castle Forbes Maike) | Irlanda        | 0     | 0     | 0      |
| 1  | Nick Skelton (Arko III)               | Gran Bretagna  | 0     | 0     | 0      |
| 3  | Daniel Meech (Diagonal)               | Nuova Zelanda  | 0     | 1     | 1      |
| 4  | Cian O'Connor (Waterford Crystal)     | Irlanda        | 4     | 0     | 4      |
| 4  | Ludo Philippaerts (Parco)             | Belgio         | 4     | 0     | 4      |
| 4  | Wim Schröder (Montreal)               | Paesi Bassi    | 4     | 0     | 4      |
| 4  | Thomas Velin (Carnute)                | Danimarca      | 4     | 0     | 4      |
| 4  | Chris Kappler (Royal Kaliber)         | Stati Uniti    | 4     | 0     | 4      |
| 4  | Marco Kutscher (Montender)            | Germania       | 4     | 0     | 4      |
| 10 | Son Bong-gak (Cim Christo)            | Corea del Sud  | 4     | 1     | 5      |
| 11 | Bruno Chimirri (Landknecht)           | Italia         | 4     | 2     | 6      |
| 12 | Joo Jung-hyun (Epsom Gesmeray)        | Corea del Sud  | 8     | 0     | 8      |
| 12 | Taizō Sugitani (Lamalushi)            | Giappone       | 8     | 0     | 8      |
| 12 | Vincenzo Chimirri (Delfi Platiere)    | Italia         | 8     | 0     | 8      |
| 12 | Ian Millar (Promise Me)               | Canada         | 8     | 0     | 8      |
| 12 | Álvaro de Miranda Neto (Countdown)    | Brasile        | 8     | 0     | 8      |
| 12 | Martín Dopazo (Furka du Village)      | Argentina      | 8     | 0     | 8      |
| 12 | Hwang Soon-won (C.Chap)               | Corea del Sud  | 8     | 0     | 8      |
| 12 | Robert Smith (Mr Springfield)         | Gran Bretagna  | 8     | 0     | 8      |
| 12 | Dirk Demeersman (Clinton)             | Belgio         | 8     | 0     | 8      |
| 12 | McLain Ward (Sapphire)                | Stati Uniti    | 8     | 0     | 8      |
| 12 | Christina Liebherr (No Mercy)         | Svizzera       | 8     | 0     | 8      |
| 12 | Rodrigo Pessoa (Baloubet du Rouet)    | Brasile        | 8     | 0     | 8      |
| 12 | Peder Fredricson (Magic Bengtsson)    | Svezia         | 8     | 0     | 8      |
| 12 | Otto Becker (Cento)                   | Germania       | 8     | 0     | 8      |
| 12 | Juan Carlos García (Albin III)        | Italia         | 8     | 0     | 8      |
| 12 | Kevin Babington (Carling King)        | Irlanda        | 8     | 0     | 8      |
| 12 | Rolf-Göran Bengtsson (Mac Kinley)     | Svezia         | 8     | 0     | 8      |
| 12 | Ludger Beerbaum (Goldfever)           | Germania       | 8     | 0     | 8      |
| 30 | Jos Lansink (Cumano)                  | Belgio         | 12    | 0     | 12     |
| 30 | Leopold van Asten (Fleche Rouge)      | Paesi Bassi    | 12    | 0     | 12     |
| 30 | Malin Baryard (Butterfly Flip)        | Svezia         | 12    | 0     | 12     |
| 30 | Gert-Jan Bruggink (Joel)              | Paesi Bassi    | 12    | 0     | 12     |
| 30 | Beezie Madden (Authentic)             | Stati Uniti    | 12    | 0     | 12     |
| 35 | Vladimir Tuganov (Leroy Brown)        | Russia         | 12    | 1     | 13     |
| 36 | Fabio Crotta (Mme Pompadour M)        | Svizzera       | 16    | 0     | 16     |
| 36 | Antōnīs Petrīs (Gredo la Daviere)     | Grecia         | 16    | 0     | 16     |
| 36 | Eugénie Angot (Cigale du Taillis)     | Francia        | 16    | 0     | 16     |
| 39 | Yuka Watanabe (Nike)                  | Giappone       | 12    | 5     | 17     |
| 40 | Luciana Diniz-Knippling (Mariachi)    | Brasile        | 20    | 0     | 20     |
| 40 | Grant Cashmore (Franklins Flyte)      | Nuova Zelanda  | 20    | 0     | 20     |
| 40 | Florian Angot (First de Launay)       | Francia        | 20    | 0     | 20     |
| 43 | Rosen Rajčev (Medoc II)               | Bulgaria       | 20    | 1     | 21     |
| 44 | Grzegorz Kubiak (Djane des Fontenis)  | Polonia        | 24    | 0     | 24     |
| 45 | Kamal Bahamdan (Casita)               | Arabia Saudita | 24    | 1     | 25     |
| 46 | Markus Fuchs (Tinka's Boy)            | Svizzera       | -     | -     | r      |

### Finale – Round B
La somma del Round A e del B ha dato il punteggio finale.
|    | Atleta (Cavallo)                      | Nazione       | Salto | Tempo | Punteggio | Round A | Totale |
| -- | ------------------------------------- | ------------- | ----- | ----- | --------- | ------- | ------ |
|    | Rodrigo Pessoa (Baloubet du Rouet)    | Brasile       | 0     | 0     | 0         | 8       | 8      |
|    | Chris Kappler (Royal Kaliber)         | Stati Uniti   | 4     | 0     | 4         | 4       | 8      |
|    | Marco Kutscher (Montender)            | Germania      | 4     | 1     | 5         | 4       | 9      |
| 4  | Robert Smith (Mr Springfield)         | Gran Bretagna | 4     | 0     | 4         | 8       | 12     |
| 4  | Dirk Demeersman (Clinton)             | Belgio        | 4     | 0     | 4         | 8       | 12     |
| 4  | Peder Fredricson (Magic Bengtsson)    | Svezia        | 4     | 0     | 4         | 8       | 12     |
| 4  | Kevin Babington (Carling King)        | Irlanda       | 4     | 0     | 4         | 8       | 12     |
| 4  | Rolf-Göran Bengtsson (Mac Kinley)     | Svezia        | 4     | 0     | 4         | 8       | 12     |
| 4  | Ludo Philippaerts (Parco)             | Belgio        | 8     | 0     | 8         | 4       | 12     |
| 10 | Thomas Velin (Carnute)                | Danimarca     | 8     | 1     | 9         | 4       | 13     |
| 10 | Nick Skelton (Arko III)               | Gran Bretagna | 12    | 1     | 13        | 0       | 13     |
| 12 | Daniel Meech (Diagonal)               | Nuova Zelanda | 12    | 1     | 13        | 1       | 14     |
| 13 | Christina Liebherr (No Mercy)         | Svizzera      | 8     | 1     | 9         | 8       | 17     |
| 14 | Son Bong-gak (Cim Christo)            | Corea del Sud | 12    | 1     | 13        | 5       | 18     |
| 15 | Taizō Sugitani (Lamalushi)            | Giappone      | 12    | 0     | 12        | 8       | 20     |
| 15 | Juan Carlos García (Albin III)        | Italia        | 8     | 4     | 12        | 8       | 20     |
| 15 | Ludger Beerbaum (Goldfever)           | Germania      | 12    | 0     | 12        | 8       | 20     |
| 18 | Otto Becker (Cento)                   | Germania      | 12    | 1     | 13        | 8       | 21     |
| 18 | Jessica Kuerten (Castle Forbes Maike) | Irlanda       | 20    | 1     | 21        | 0       | 21     |
| 20 | Bruno Chimirri (Landknecht)           | Italia        | 16    | 1     | 17        | 6       | 23     |
| 21 | Hwang Soon-won (C.Chap)               | Corea del Sud | 16    | 0     | 16        | 8       | 24     |
| 22 | Martín Dopazo (Furka du Village)      | Argentina     | 16    | 1     | 17        | 8       | 25     |
| 23 | Ian Millar (Promise Me)               | Canada        | 20    | 2     | 22        | 8       | 30     |
| -  | Joo Jung-hyun (Epsom Gesmeray)        | Corea del Sud | -     | -     | El.       | -       | -      |
| -  | Vincenzo Chimirri (Delfi Platiere)    | Italia        | -     | -     | El.       | -       | -      |
| -  | Álvaro de Miranda Neto (Countdown 23) | Brasile       | -     | -     | El.       | -       | -      |
| -  | Wim Schröder (Montreal)               | Paesi Bassi   | -     | -     | El.       | -       | -      |
| -  | McLain Ward (Sapphire)                | Stati Uniti   | -     | -     | r         | -       | -      |
| dq | Cian O'Connor (Waterford Crystal)     | Irlanda       | 0     | 0     | 0         | 4       | 4      |

Cian O'Connor aveva vinto la gara, ma è stato in seguito squalificato. Essendo inoltre Rodrigo Pessoa e Chris Kappler arrivati a pari merito, si è dovuto effettuare uno spareggio, vinto da Pessoa.